# 上海フランス租界

上海フランス租界
Concession française de Changhaï (フランス語)
上海法租界 (中国語)

上海の地図
赤色の部分がフランスの租界

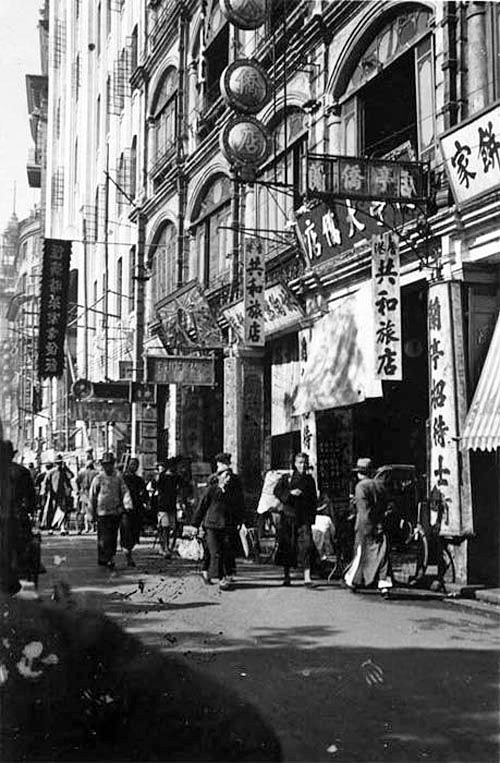
1930年代の公館馬路（現・金陵東路）

上海フランス租界（シャンハイフランスそかい、フランス語: La concession française de Changhaï、中国語: 上海法租界）は、上海にフランスが置いていた租界である。1849年から1943年まで（正式には1946年まで）租界になっていた。

## 概要

### 成り立ち
1849年4月6日、上海にいたフランス領事シャルル・モンティニーは、上海にフランス人の居住領域を租界とすることを提言した。この後、黄浦江の西にイギリス租界よりも小さな範囲を清国から租借し、植民地として支配した。後にイギリス租界とアメリカ租界はまとめられて共同租界となったが、フランス租界は単独で残った。

### 拡大
1849年に設置されたフランス租界は1900年に小拡張、1914年に大拡張された。フランスは独自に公董局（共同租界でいう工部局）を設置して淮海路を中心にインフラの整備を独自に進め、フランス租界は上海最高級の西洋的で美しい住宅街になっていった。
ヨーロッパ列強の進出によって、香港、広州、澳門、旅順、青島、威海衛などの土地が列強に割譲され租借地や租界になった。フランスはこの租界の他にも天津、漢口、広州に租界を持っていたが、上海租界はこの中で最も早い時期に設置され、最大の面積を有していた。
フランスも共同租界と同様に独自の警察機構をもった。フランス租界は上海租界の中で最も麻薬に対する法規制が薄かったために麻薬の売買が多く、中には国民党政府海陸空軍総司令部顧問でフランス租界の華董も務めた杜月笙率いる「青幇」など、租界の警察に賄賂を渡して麻薬売買を公然とおこなう組織もあった。

### 返還
第二次世界大戦中の1943年2月23日、フランスのヴィシー政府は中国で保持していた治外法権を撤廃し、汪兆銘政権に対し、北京公使館区域、上海・皷浪嶼共同租界における行政権、上海、天津、漢口、広東のフランス専管4租界を返還することを承認したが、汪兆銘政権は中国における中央政府としてフランス政府から承認されていなかったため、汪兆銘政権とヴィシー政府の双方と親密な日本の斡旋によって順次回収される運びとなり、同年8月1日、最後に残った上海フランス専管租界も英米共同租界とともに、仲介した日本によって汪兆銘政権へ返還された。
第二次世界大戦後、汪兆銘政権が消滅すると蔣介石率いる中華民国政府がこれらを引き継ぎ、1946年に中華民国とフランスの間で交わされた中仏協定により、改めて返還が承認された。

## 関連図書
- 榎本泰子・森本頼子・藤野志織（編）『上海フランス租界への招待：日仏中三か国の文化交流』（勉誠出版、2023年）ISBN 978-4-585-32525-3